# Expedição 42
Expedição 42 foi uma expedição humana de longa duração na Estação Espacial Internacional. Ela teve início em 10 de novembro de 2014  com os três astronautas da Soyuz TMA-14M que participaram da missão anterior e permaneceram a bordo, e foi completada com a chegada de mais três integrantes,  lançados do Cosmódromo de Baikonur dia 23 de novembro na Soyuz TMA-15M, compondo a tripulação total da expedição, formada por três russos, dois norte-americanos e uma italiana. Encerrou-se em 11 de março de 2015 com a desacoplagem e retorno à Terra dos tripulantes da Soyuz TMA-14M.

## Tripulação
| Posição             | Primeira parte (Novembro de 2014) | Segunda parte (Novembro de 2014 até março de 2015) |
| ------------------- | --------------------------------- | -------------------------------------------------- |
| Comandante          | Barry Wilmore                     | Barry Wilmore                                      |
| Engenheiro de voo 1 | Aleksandr Samokutyayev            | Aleksandr Samokutyayev                             |
| Engenheira de voo 2 | Yelena Serova                     | Yelena Serova                                      |
| Engenheiro de voo 3 |                                   | Anton Shkaplerov                                   |
| Engenheira de voo 4 |                                   | Samantha Cristoforetti                             |
| Engenheiro de voo 5 |                                   | Terry Virts                                        |

## Missão
Os ocupantes da ISS puderam pela primeira vez tomar café expresso no espaço. Isso foi possível graças ao desenvolvimento de uma nova máquina de café concebida para superar as restrições impostas pela falta de gravidade. A máquina, com 20 kg, foi criada num parceria entre empresas italianas de engenharia e produção de café e foi levada à Expedição pela astronauta italiana Cristoforetti. Em 25 de novembro, uma impressora em 3-D criou o primeiro objeto no espaço, uma tampa frontal para a capa da extrusora. Em dezembro, a mesma máquina criou uma chave-soquete recebida por e-mail, evitando a espera de meses para que a ferramenta chegasse à estação levada por uma das naves-cargueiro.
Em 14 de janeiro de 2015 a tripulação foi obrigada a evacuar o setor norte-americano da estação, instalando-se toda no setor russo, depois que um alarme soou indicando a possibilidade de vazamento de amônia naquela área da ISS.
Em 27 de fevereiro, a tripulação – e toda a NASA – prestou uma homenagem in memoriam ao ator Leonard Nimoy, falecido naquele dia, postando uma fotografia do astronauta Terry Virts com uma mão fazendo o sinal do cumprimento volcano  que significa "vida longa e próspera", famoso mundialmente através do Dr. Spock, a personagem de Nimoy no seriado de tv Jornada na Estrelas. Na imagem, feita contra uma das escotilhas da estação, aparece a Terra iluminada ao fundo e a cidade de Boston, terra natal de Nimoy.
Um total de três "caminhadas espaciais" foram cumpridas pelos integrantes da Expedição, entre 21 de fevereiro e 1 de março de 2015, onde foram realizados trabalhos de manutenção, modernização e reparos em cabos de energia e de dados, lubrificação de partes do braço robótico Canadarm 2 e instalação de novas antenas no exterior da estação.  Nelas, pela primeira vez uma caminhada espacial, realizada  pelos astronautas  Terry Virts e Barry Wilmore, foi filmada com uma câmera GoPro.
Depois de realizarem mais de 50 experiências científicas a bordo e passarem 167 dias no espaço, a Expedição foi encerrada com a desacoplagem da Soyuz TMA-14M em 11 de março de 2015, seguido do pouso da cápsula nas estepes do Casaquistão, que trouxe de volta os cosmonautas Wilmore, Samokutyayev e Serova.

## Na cultura popular
Uma versão fictícia da Expedição 42 aparece no filme Gravidade, de 2013, onde a estação é destruída por uma chuva de detritos espaciais e todos seus tripulantes mortos, à exceção da personagem vivida pela atriz Sandra Bullock.

## Galeria

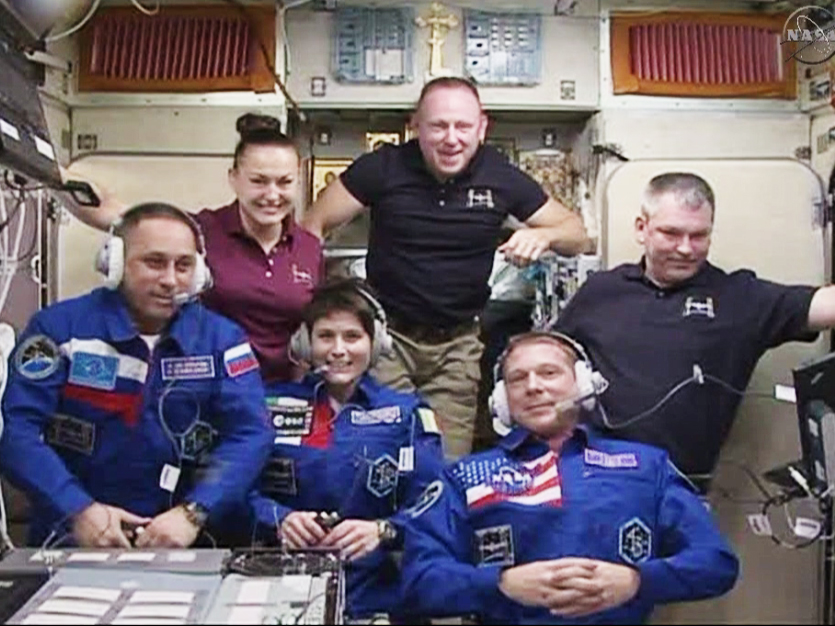
Pela TV, os seis tripulantes falam com parentes e técnicos do Centro de Controle.
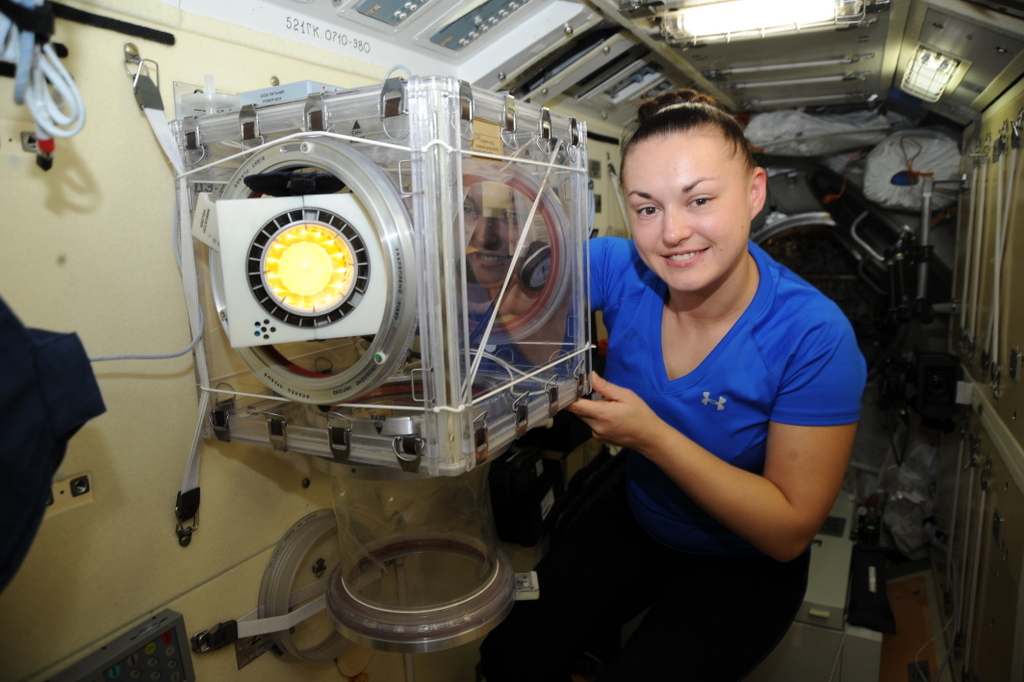
Yelena Serova fazendo experiências científicas durante a missão.
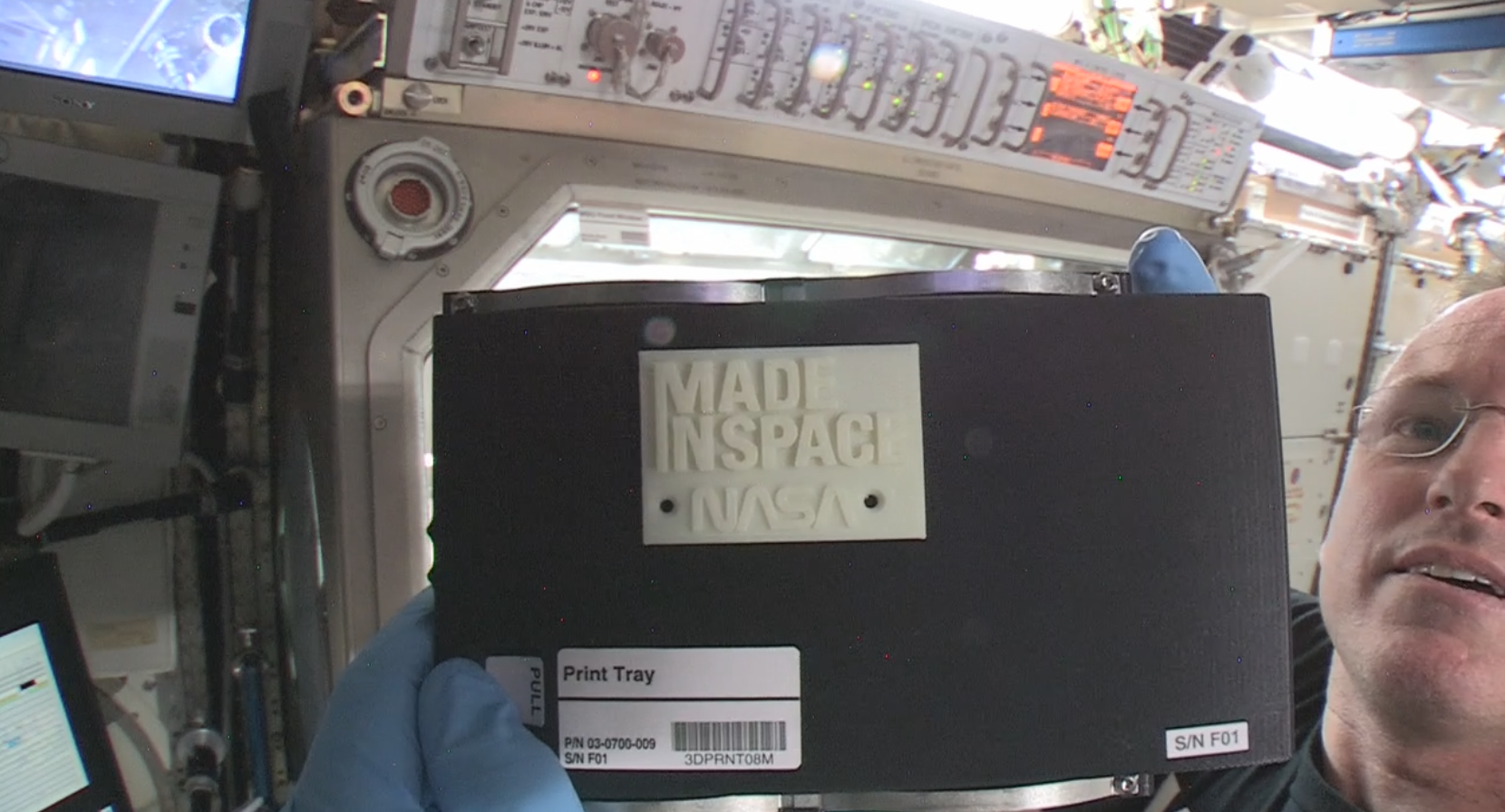
O comandante “Butch” Wilmore mostra o primeiro objeto criado no espaço por uma impressora 3-D.
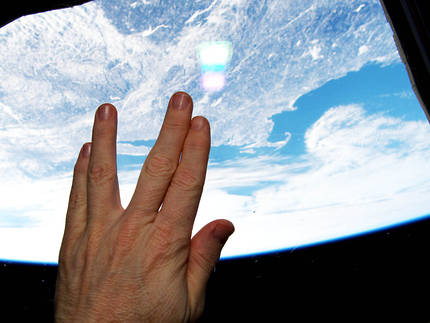
O astronauta Terry Virts faz uma homenagem ao ator Leonard Nimoy, intérprete do "volcano" Dr. Spock, após seu falecimento.
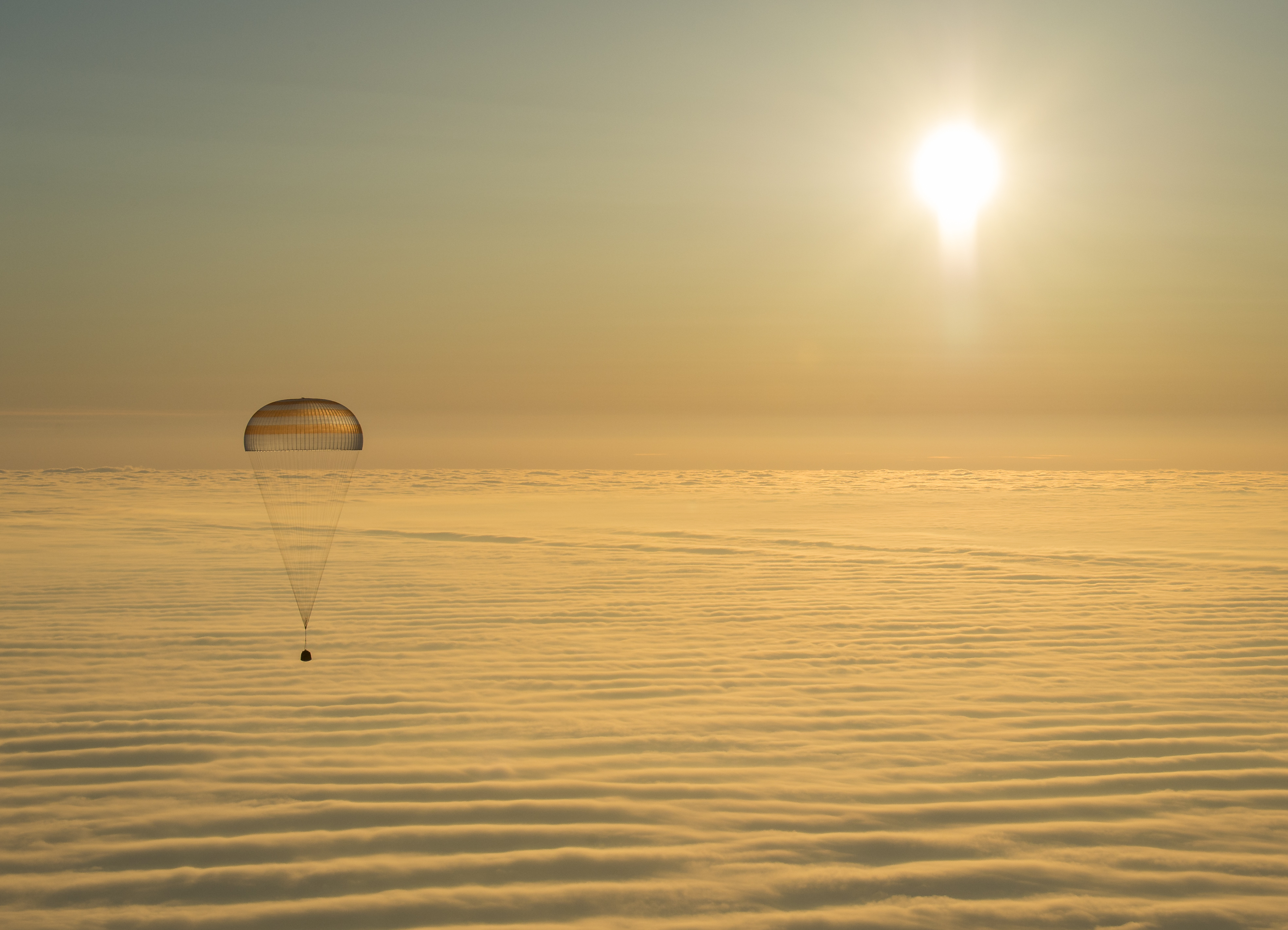
A cápsula da Soyuz TMA-14M pousa suavemente no Casaquistão encerrrando a expedição.